# Chiesa di Sant'Anna (Albino)
La chiesa di Sant'Anna,  è un luogo di culto cattolico posto ad Albino in provincia di Bergamo al n. 59 della centrale via Mazzini, all'incrocio con via sant'Anna .

## Storia
La chiesa fa parte del complesso monastico fondato da Lucrezia Agliardi nel 1525.  Questa, rimasta vedova di Francesco Vertova, lasciò Bergamo e ad Albino aprì il monastero delle Sorelle di Santa Maria del Carmine nella casa donata da Bernardo Spini e Giovanni Marini al priore Arcangelo Marini del convento della Ripa, perché da tempo ad Albino, che stava vivendo un periodo di grande ricchezza economica con la fabbricazione dei panni lana e seta, era richiesta la presenza di un monastero claustrale femminile. I due personaggi, che erano facoltosi mercanti albinesi, donarono un fondo a nord delle loro proprietà conosciute come Mori, per la costruzione del nuovo monastero.
Il Capitolo venne approvato dalla congregazione mantovana dell'ordine carmelitano il 7 maggio 1525, e il 10 febbraio 1529 da papa Clemente VI ne autorizzò anche la costruzione della chiesa. La Agliardi diventando badessa del monastero, curò l'edificazione anche del luogo di culto. 
Nella visita pastorale del 1574 risulta che vi erano 22 monache e nessuna novizia per mancanza di spazi, per questo furono acquistati i locali posti in prossimità e nuovi terreni. Il monastero, fu inizialmente una struttura semplice, che permetteva l'ingobamento nel tempo anche i fabbricati laterali. Giovanni Da Lezze nel 1596 ci indica una presenza di 32 monache.
Nel 1636 le monache comprarono i locali attigui al monastero fino a raggiungere il torrente Albina acquistandone anche i diritti sulle sue acque. 
Diventando così luogo di accoglienza e di educazione per le ragazze da marito delle nobili famiglie della zona che evolvevano anche un ottimo contributo economico trasformando il monastero in una azienda di credito
Nel 1742, l'antica chiesa aveva bisogno di restauri, l'incarico venne affidato all'architetto Giovan Battista Caniana che realizzò un progetto per la sua riedificazione, lavori che ebbero inizio il 2 giugno del medesimo anno.  Malgrado un periodo di sospensione a causa dei costi eccessivi, i lavori terminarono nel 1790. 
L'antica chiesa divenne la parte interna di quella nuova, riservate alle suore di clausura, mentre la parte nuova che si affacciava sulla via principale, divenne la parte dedicata ai fedeli. Ma la nuova costruzione aveva indebolito le finanze del monastero. Il convento della Madonna della Ripa era stato soppresso, e la gestione del monastero di sant'Anna passò sotto il controllo del vescovo di Bergamo. Una vertenza intercorsa tra la priora Elena Corsetti e altre tre monache contro il vicario del vescovo sull'autonomia di gestione delle finanze, dovette richiedere l'intervento del Senato veneto. Forse questa forte presenza femminile in un ambito prettamente maschile non fu certo ben recepita, il senato confermò infatti con decreto del 1794 che le monache dovevano ubbidienza assoluta al vescovo. Ma era ormai in atto quel cambiamento portato dalla dominazione francese. Il monastero venne infatti soppresso il 21 agosto 1798.
La chiesa e il convento passarono alla gestione demaniale. Durante i restauri della chiesa [[parrocchia[]]le di san Giuliano durati ben dieci anni, la chiesa divenne sussidiaria, con decreto ufficiale del 10 marzo 1848. 

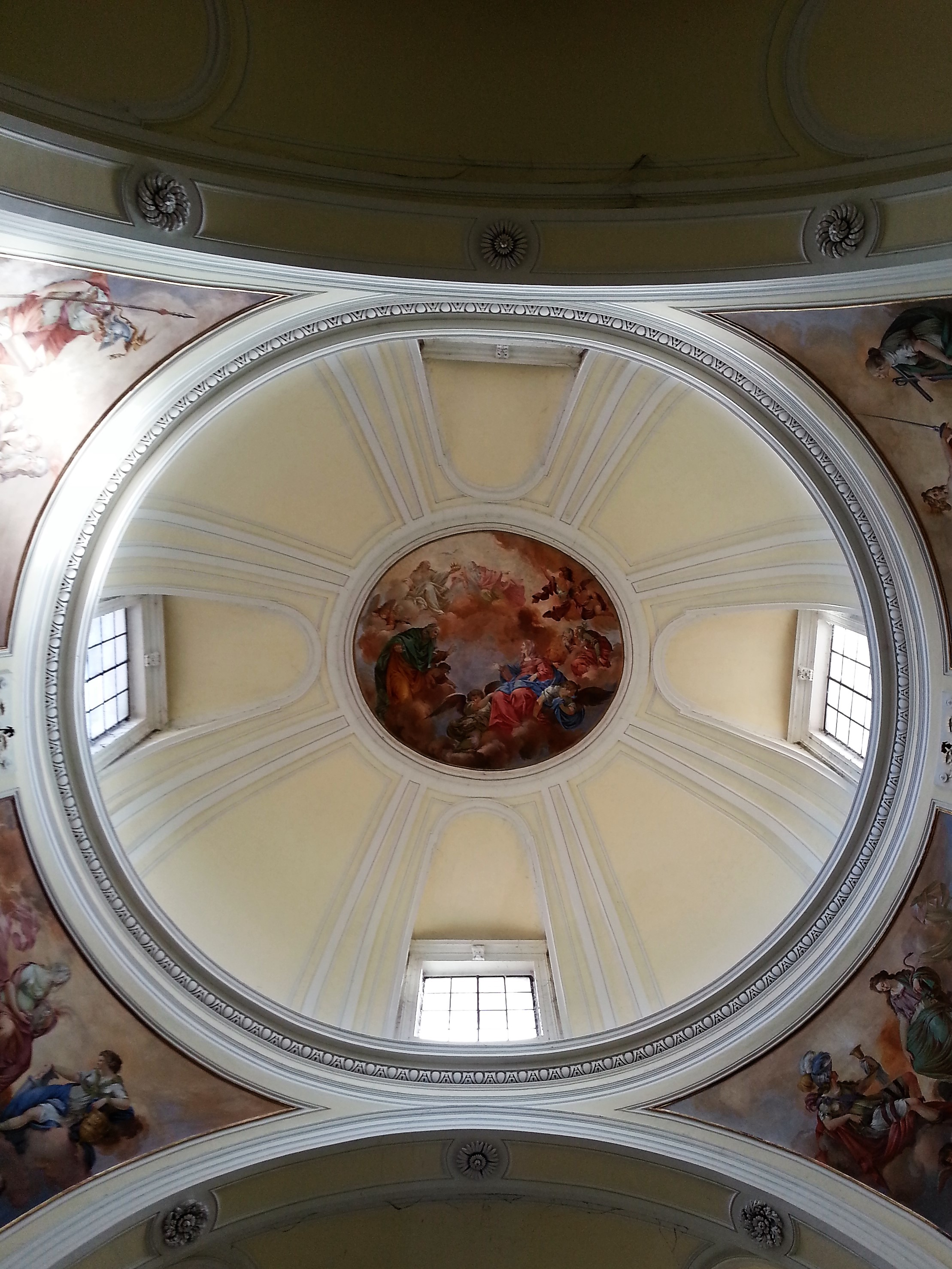
Cupola affresco di Filippo Camerio

Parte del monastero fu adibito a uffici comunali e parte venne venduta a Giacomo Piccinini che destinò i locali a uso di filanda, ma cessando la sua attività nel 1858, gli stabili vennero acquistati dalla famiglia Colleoni, che li gestì sempre come attività industriale, coltivando anche il gelso per il baco da seta nei giardini facenti parte della proprietà.
Nella seconda metà dell'800, il complesso fu gestito dall'istituto delle figlie del Sacro Cuore, che lo adibirono a scuola dell'infanzia fino alla seconda metà del XX secolo, quando, a causa della scarsità di vocazione, i locali divennero proprietà dell'amministrazione comunale.

### Lucrezia Agliardi
Gli Agliardi furono un'antica famiglia presente in Bergamo già dal XII secolo.

Lucrezia Agliardi era figlia di Alessio, importante architetto di Bergamo e di Zaccarina Benaglio, ereditando il nome della zia, moglie del letterato Gasparino Barzizza. 

Aveva sposato nel 1499, Francesco Gaetano Vertova dal quale aveva avuto un unico figlio, Ludovico, anche questo nome doveva essere la continuazione della famiglia Agliardi, era infatti quello del fratello morto in giovane età.

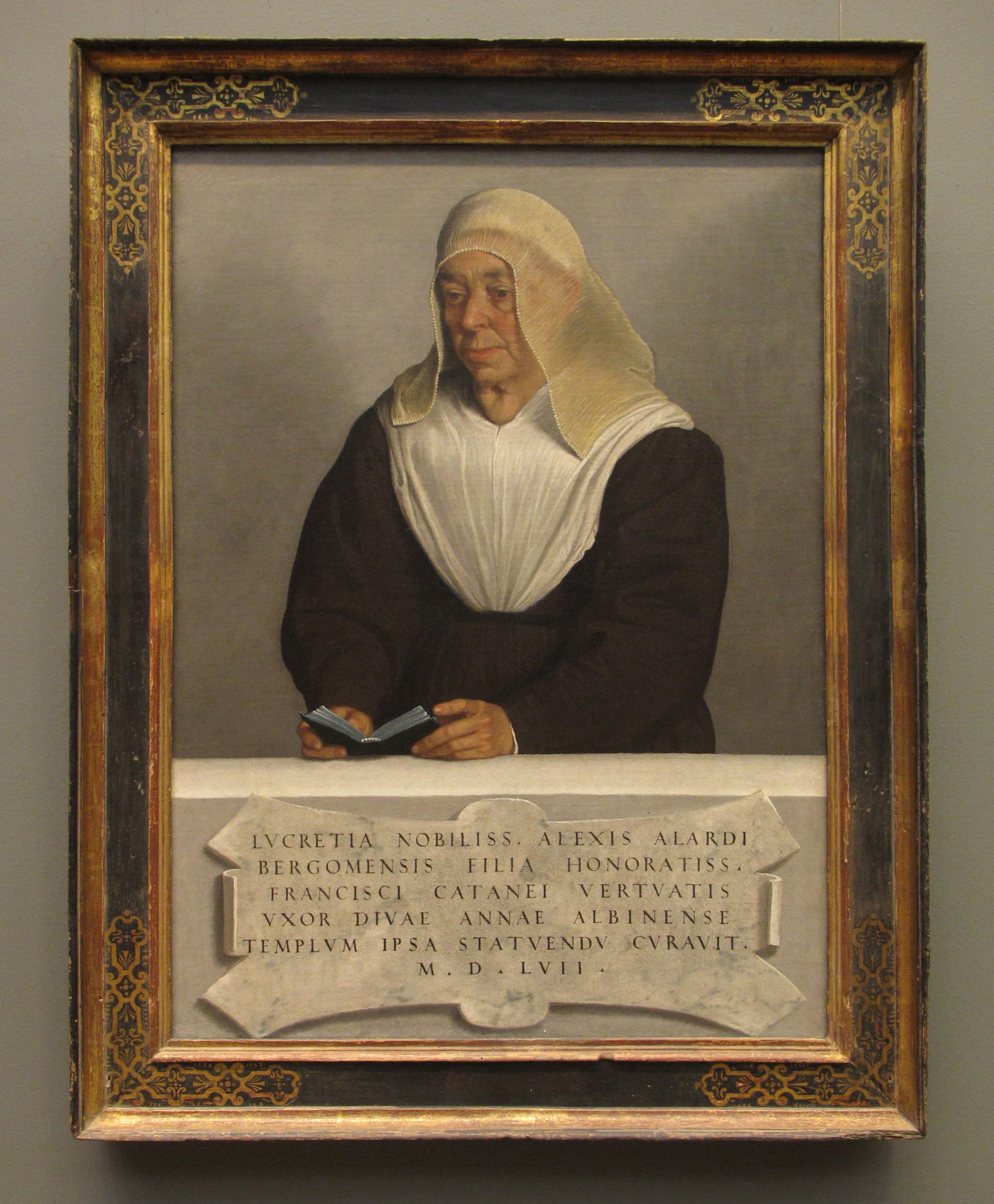
Abbadessa Lucrezia Agliardi-Moroni

Rimasta vedova nel 1516, il testamento del marito, venne redatto il 26 gennaio 1516 e la lasciava usufruttuaria di tutti beni che sarebbero passati al figlio. Visse invece il dramma di perdere anche questo.  Lasciò quindi la città di Bergamo cercando rifugio dal dolore nella fede, con il desiderio di fondare un monastero femminile. 
Venne ospitata nel convento della Ripa di Albino dal priore Arcangelo Marini. Furono Bernardo Spini e Giovanni Marini, che forse già conosceva, a appoggiarla nel suo desiderio donando il fabbricato nel centro del paese dove la Agliardi fondò il monastero claustrale femminile. Lucrezia curò non solo la costruzione degli edifici, ma anche la loro amministrazione, venne infatti chiamata e considerata la signora del monastero dove morì il 24 marzo 1558.
Il 10 gennaio 1527 la Lucrezia lasciò in eredità per testamento, tutte le sue proprietà al monastero di sant'Anna e al Convento della Ripa se questo venisse con il tempo soppresso. Questo venne revocato più volte modificandone i beneficiari.  La sua salma venne tumulata nel monumento funebre che venne poi smantellato dopo la visita pastorale di san Carlo Borromeo del 1575.
Della Agliardi, Moroni, che abitava la casa adiacente al monastero, ne realizzò un ritratto rappresentandola in tarda età, ora conservato presso il Metropolitan Museum of Art di New York.

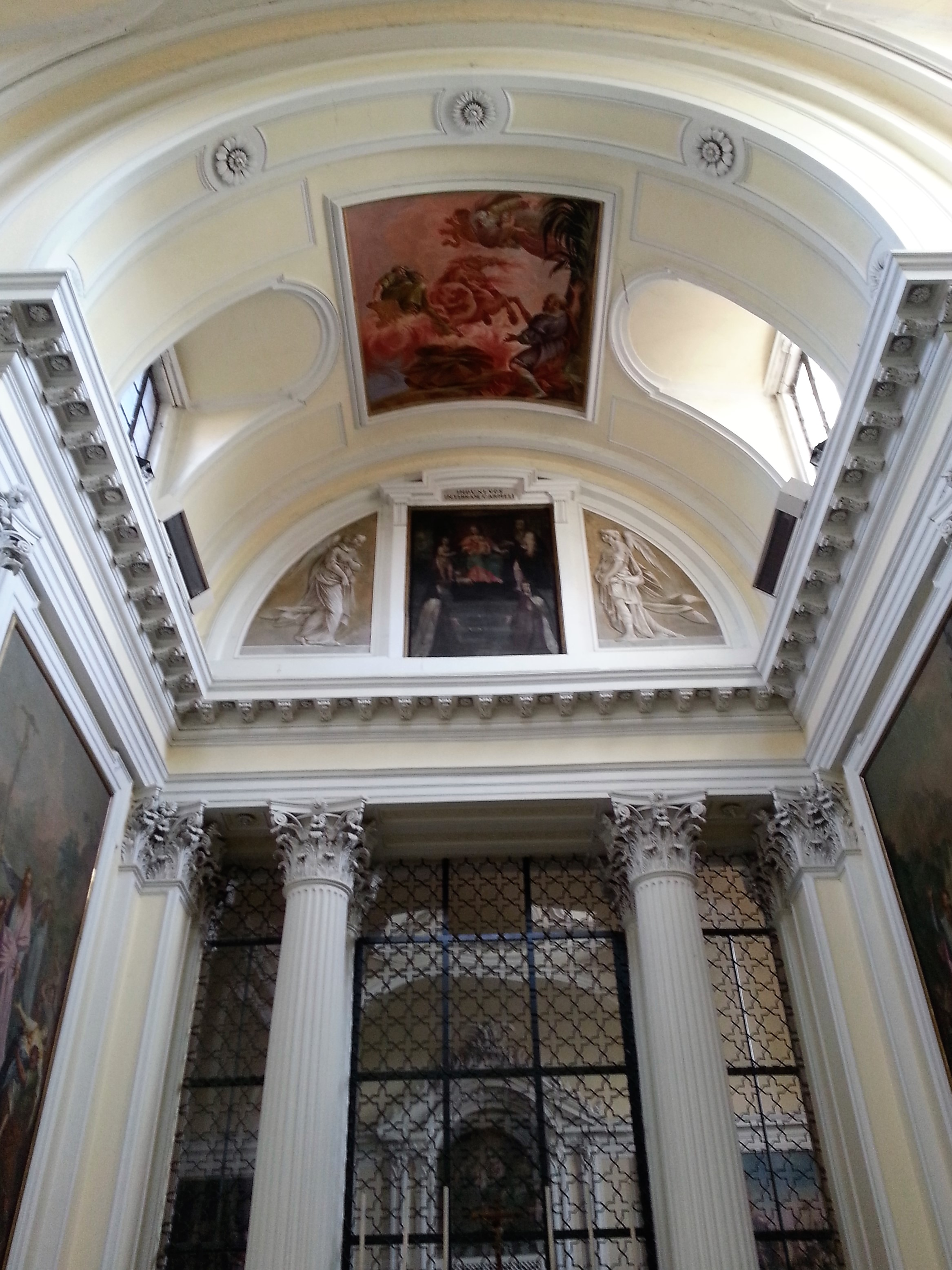
Presbiterio dipinto di Francesco Zucco

## Architettura

### Esterno
La parte frontale si affaccia sull'antica via Mazzini. L'ampio pronao, chiuso da una cancellata apribile solo nella parte centrale, presenta quattro coppie di colonne a serliane complete di capitelli in marmo bianco proveniente dalla cava di Zandobbio, che compongono le seriane, sulla parte superiore vi era il coro della suore carmelitane di clausura, spazio che veniva occupato per poter assistere alle funzioni. La facciata è dotata di un grande orologio. Dell'antica chiesa rimane testimonianza solo nel porticato e nel loggiato al piano superiore del primo chiostro del monastero in via sant'Anna.  Sopra una pietra nera posta sull'ingresso principale vi è la scritta Origo gratiae hominis salutis.

### Interno
L'interno si presenta a croce greca con al centro la cupola affrescata che poggia su quattro arconi. Le due braccia laterali terminano con due cappelle. Quella di sinistra dedicata alla 
Madonna del Carmine, mentre quella di destra a santa Teresa.
Il presbiterio, a pianta rettangolare, ha accesso da due gradini. L'altare, presenta due coppie di colonne con capitello corinzio, che sorrggono un architrave e una parte semicircolare affrescata. Il presbiterio prosegue con una zona separata da una cancellata in ferro e vetro, che rende visibile la parte arredata dal coro.
Tutto il ciclo pittorico è opera di Filippo Comerio realizzato negli anni dal 1788 al 1780 raffiguranti la regola carmelitana. Il grande affresco sulla volta del presbiterio rappresenta  Elia che sale al cielo su un carro di fuoco lascia al discepolo Eliseo il suo mantello doveva essere un invito al raccoglimento e alla preghiera.. Sulla controfacciata vi è un dipinto rappresentante la Riposo nella fuga in Egitto,  mentre nella cupola centrale il Camerio ha dipinto la Glorificazione di sant'Anna e della sua famiglia. Sui pennacchi laterali alla cupola sono rappresentate le virtù teologali. Due angeli in preghiera monocromatici sono raffigurati sul frontale del presbiterio rivolti verso il quadro centrale opera di Francesco Zucco raffigurante Madonna in trono con sant'Anna, san Giovanni Battista e due sante carmelitane.
Il coro ligneo composto da 37 stalli intarsiati di notevole valore, venne realizzato, forse su disegno del Caniana, da Andrea Fantoni e raffigurano elementi di natura vegetale e animale.